# Elecciones al Consejo General de Arán de 2015
El Pleno del Consejo General de Arán está formado por 13 consejeros generales, que eligen al Síndico de Arán; en la anterior legislatura, este cargo fue ocupado por Carles Barrera, de Convergència Democràtica Aranesa.

## Candidatos
A continuación se enumeran los candidatos a la presidencia del Consejo General de Arán, según los resultados obtenidos:
- Unitat d'Aran -Partit dels Socialistes de Catalunya - Candidatura de Progrés (UA-PSC-CP): Francés Boya
- Convergència Democràtica Aranesa - Partit Nacionalista Aranés (CDA-PNA): Carles Barrera
- Partit Renovador Arties-Garòs (PRAG): José Antonio Bruna
- Partido Popular (PP):
- Corròp Quate Lòcs (CQL): María Inmaculada Maymus

## Resultados
| Partido   | Votos | %      | Consejeros generales | +/-         |
| --------- | ----- | ------ | -------------------- | ----------- |
| UA-PSC-CP | 2.193 | 45,66% | 5                    | Sin cambios |
| CDA-PNA   | 1.972 | 41,06% | 7                    | Sin cambios |
| PP        | 178   | 3,71%  | 0                    | Sin cambios |
| CQL       | 177   | 3,69%  | 0                    | Sin cambios |
| PRAG      | 130   | 2,71%  | 1                    | Sin cambios |

## Resultados por circunscripciones

### Arties e Garòs
| Tersón                                | Censo | Partido | Votos | %      | Consejeros Generales | +/-           |
| ------------------------------------- | --- | ------- | ----- | ------ | -------------------- | ------------- |
| Arties e Garòs 2 Consejeros Generales | - Censo: 488 - Votantes: 379 (77,66%) - Abstención: 109 (22,34%) - Nulos: 3 (0,79%) - Válidos: 376 - Blancos: 18 (4,79%) - A candidaturas: 358 (95,21%) | CDA-PNA | 207   | 55,05% | 1                    | Sin cambios   |
| Arties e Garòs 2 Consejeros Generales | - Censo: 488 - Votantes: 379 (77,66%) - Abstención: 109 (22,34%) - Nulos: 3 (0,79%) - Válidos: 376 - Blancos: 18 (4,79%) - A candidaturas: 358 (95,21%) | PRAG    | 130   | 34,57% | 1                    | Sin cambios   |
| Arties e Garòs 2 Consejeros Generales | - Censo: 488 - Votantes: 379 (77,66%) - Abstención: 109 (22,34%) - Nulos: 3 (0,79%) - Válidos: 376 - Blancos: 18 (4,79%) - A candidaturas: 358 (95,21%) | PP      | 21    | 5,59%  | 0                    | Nuevo Partido |

### Castièro
| Tersón                          | Censo | Partido   | Votos | %      | Consejeros Generales | +/-         |
| ------------------------------- | --- | --------- | ----- | ------ | -------------------- | ----------- |
| Castièro 4 Consejeros Generales | - Censo: 3.118 - Votantes: 2.009 (64,43%) - Abstención: 1.109 (35,57%) - Nulos: 31 (1,54%) - Válidos: 1.978 - Blancos: 59 (2,98%) - A candidaturas: 1.919 (97,02%) | UA-PSC-CP | 970   | 49,04% | 2                    | Sin cambios |
| Castièro 4 Consejeros Generales | - Censo: 3.118 - Votantes: 2.009 (64,43%) - Abstención: 1.109 (35,57%) - Nulos: 31 (1,54%) - Válidos: 1.978 - Blancos: 59 (2,98%) - A candidaturas: 1.919 (97,02%) | CDA-PNA   | 836   | 42,26% | 2                    | Sin cambios |
| Castièro 4 Consejeros Generales | - Censo: 3.118 - Votantes: 2.009 (64,43%) - Abstención: 1.109 (35,57%) - Nulos: 31 (1,54%) - Válidos: 1.978 - Blancos: 59 (2,98%) - A candidaturas: 1.919 (97,02%) | PP        | 113   | 5,71%  | 0                    | Sin cambios |

### Irissa
| Tersón                     | Censo | Partido   | Votos | %      | Consejeros Generales | +/-         |
| -------------------------- | --- | --------- | ----- | ------ | -------------------- | ----------- |
| Irissa 1 Consejero General | - Censo: 384 - Votantes: 286 (74,48%) - Abstención: 98 (25,52%) - Nulos: 6 (2,10%) - Válidos: 280 - Blancos: 6 (2,10%) - A candidaturas: 274 (97,85%) | CDA-PNA   | 139   | 49,64% | 1                    | Sin cambios |
| Irissa 1 Consejero General | - Censo: 384 - Votantes: 286 (74,48%) - Abstención: 98 (25,52%) - Nulos: 6 (2,10%) - Válidos: 280 - Blancos: 6 (2,10%) - A candidaturas: 274 (97,85%) | UA-PSC-CP | 125   | 44,64% | 0                    | Sin cambios |
| Irissa 1 Consejero General | - Censo: 384 - Votantes: 286 (74,48%) - Abstención: 98 (25,52%) - Nulos: 6 (2,10%) - Válidos: 280 - Blancos: 6 (2,10%) - A candidaturas: 274 (97,85%) | PP        | 10    | 3,57%  | 0                    | Sin cambios |

### Marcatosa
| Tersón                        | Censo | Partido   | Votos | %      | Consejeros Generales | +/-           |
| ----------------------------- | --- | --------- | ----- | ------ | -------------------- | ------------- |
| Marcatosa 1 Consejero General | - Censo: 521 - Votantes: 392 (75,24%) - Abstención: 129 (24,76%) - Nulos: 4 (1,02%) - Válidos: 388 - Blancos: 7 (1,80%) - A candidaturas: 381 (98,20%) | CDA-PNA   | 200   | 51,55% | 1                    | Sin cambios   |
| Marcatosa 1 Consejero General | - Censo: 521 - Votantes: 392 (75,24%) - Abstención: 129 (24,76%) - Nulos: 4 (1,02%) - Válidos: 388 - Blancos: 7 (1,80%) - A candidaturas: 381 (98,20%) | UA-PSC-CP | 168   | 43,30% | 0                    | Sin cambios   |
| Marcatosa 1 Consejero General | - Censo: 521 - Votantes: 392 (75,24%) - Abstención: 129 (24,76%) - Nulos: 4 (1,02%) - Válidos: 388 - Blancos: 7 (1,80%) - A candidaturas: 381 (98,20%) | PP        | 13    | 3,35%  | 0                    | Nuevo Partido |

### Pujòlo
| Tersón                        | Censo | Partido   | Votos | %      | Consejeros Generales | +/-         |
| ----------------------------- | --- | --------- | ----- | ------ | -------------------- | ----------- |
| Pujòlo 2 Consejeros Generales | - Censo: 862 - Votantes: 568 (65,89%) - Abstención: 294 (34,11%) - Nulos: 6 (1,06%) - Válidos: 562 - Blancos: 22 (3,91%) - A candidaturas: 540 (96,09%) | CDA-PNA   | 289   | 51,42% | 1                    | Sin cambios |
| Pujòlo 2 Consejeros Generales | - Censo: 862 - Votantes: 568 (65,89%) - Abstención: 294 (34,11%) - Nulos: 6 (1,06%) - Válidos: 562 - Blancos: 22 (3,91%) - A candidaturas: 540 (96,09%) | UA-PSC-CP | 253   | 44,66% | 1                    | Sin cambios |

### Quate Lòcs
| Tersón                            | Censo | Partido   | Votos | %      | Consejeros Generales | +/-           |
| --------------------------------- | --- | --------- | ----- | ------ | -------------------- | ------------- |
| Quate Lòcs 3 Consejeros Generales | - Censo: 1.594 - Votantes: 1.233 (77,35%) - Abstención: 361 (22,65%) - Nulos: 14 (1,14%) - Válidos: 1.219 - Blancos: 41 (3,36%) - A candidaturas: 1.178 (96,64%) | UA-PSC-CP | 679   | 55,70% | 2                    | Sin cambios   |
| Quate Lòcs 3 Consejeros Generales | - Censo: 1.594 - Votantes: 1.233 (77,35%) - Abstención: 361 (22,65%) - Nulos: 14 (1,14%) - Válidos: 1.219 - Blancos: 41 (3,36%) - A candidaturas: 1.178 (96,64%) | CDA-PNA   | 301   | 24,69% | 1                    | Sin cambios   |
| Quate Lòcs 3 Consejeros Generales | - Censo: 1.594 - Votantes: 1.233 (77,35%) - Abstención: 361 (22,65%) - Nulos: 14 (1,14%) - Válidos: 1.219 - Blancos: 41 (3,36%) - A candidaturas: 1.178 (96,64%) | CQL       | 177   | 14,52% | 0                    | Nuevo Partido |
| Quate Lòcs 3 Consejeros Generales | - Censo: 1.594 - Votantes: 1.233 (77,35%) - Abstención: 361 (22,65%) - Nulos: 14 (1,14%) - Válidos: 1.219 - Blancos: 41 (3,36%) - A candidaturas: 1.178 (96,64%) | PP        | 21    | 1,72%  | 0                    | Sin cambios   |